# Jessica Stroup
Jessica Leigh Stroup (* 23. října 1986 Anderson, Jižní Karolína, Spojené státy americké) je americká herečka, která se nejvíce proslavila rolí Erin Silver v seriálu 90210: Nová generace. Dále se objevila ve filmech Maturitní ples, Hory mají oči 2, Upíři. Aktuálně hraje Max Hardy v seriálu Stoupenci zla.

## Životopis
Jessica se narodila v Andersonu v Jižní Karolíně, je dcerou Judith a Dona Stroupových. Své dětství strávila v Charlotte v Severní Karolíně. V roce 2004 odmaturovala na Province High School a získala plné stipendium na University of Georgia, ale odmítla ho, aby se mohla věnovat herectví.

## Kariéra
Poprvé se před kamerou objevila v seriálu Neslavná. Následovalo několik hostujících rolí v seriálech Chirurgové, Pravá krev, Zoey 101. V roce 2007 se objevila ve čtyřech epizodách seriálu Ďáblův sluha. Objevila se také v několika nezávislých filmových produkcí jako například Left in Darkness, Modli se za ráno, Upíří.
V březnu 2007 získala hlavní ženskou roli v hororovém filmu Hory mají oči 2. Film obdržel negativní kritiku a vydělal přes 67 milionů dolarů po celém světě. Ten samý rok se objevila ve vedlejší roli ve filmu Společné Vánoce.
V dubnu roku 2008 byla obsazena do hlavní role seriálu 90210: Nová generace. Jessica hraje postavu Erin Silver, mladší sestru Davida Silvera a Kelly Taylor z původního seriálu 90210. Seriál měl premiéru 2. září 2008 a epizodu sledovalo přes 4,65 milionů diváků. V roce 2010 byla za roli oceněna cenou Young Hollywood Awards. V tom samém měsíci získala roli Claire v remaku filmu Maturitní ples a objevila se ve filmu Informátoři.
V listopadu 2011 se jako host objevila v animovaném seriálu Griffinovi, pro který propůjčila svůj hlas několika postavám ve dvou epizodách. V roce 2012 si zahrála po boku Mily Kunis a Setha MacFarlaneho ve filmu Méďa.
V dubnu 2013 bylo oznámeno, že byla osazena do hlavní role seriálu Stoupenci zla. Její postava je Max, neteř Ryana Hardyho (Kevin Bacon). Je policistkou a pracuje pro Intel Division. V dubnu 2016 byla obsazena do role Joy Meachum v seriálu Iron First, který pochází z Marvelovské dílny.

## Filmografie
| Rok  | Název                     | Role              | Poznámky            |
| ---- | ------------------------- | ----------------- | ------------------- |
| 2006 | Modli se za ráno          | Ashley            |                     |
| 2006 | Left in Darkness          | Justine           |                     |
| 2006 | Škola svádění             | Eliho žena        |                     |
| 2006 | Broken                    | Sara              |                     |
| 2007 | Hory mají oči 2           | Amber             |                     |
| 2007 | Společné Vánoce           | Sandi Whitfield   |                     |
| 2007 | Structure H Telepathic    | Allie             | krátkometrážní film |
| 2008 | Maturitní ples            | Claire            |                     |
| 2008 | Informátoři               | Rachel            |                     |
| 2009 | Návrat domů               | Elizabeth Mitchum |                     |
| 2012 | Méďa                      | Tracy             |                     |
| 2016 | Youth                     | Alice             | krátkometrážní film |
| 2016 | Jack Reacher: Nevracej se | Lt. Sullivan      |                     |
| 2017 | Freedom H.U.D.            | Jade              | krátkometrážní film |

| Rok     | Název                | Role                             | Poznámky                         |
| ------- | -------------------- | -------------------------------- | -------------------------------- |
| 2005    | Neslavná             | Fredericka                       | díl: „The Road Trip“             |
| 2005    | Upíři                | Eden                             | televizní film                   |
| 2006    | Southern Comfort     | Lindy                            | neprodaný pilot                  |
| 2006    | Girlfriends          | Riley                            | díl: „Oh, Hell Yes: The Seminar“ |
| 2006    | Zoey 101             | Girl                             | díl: „Lola Likes Chase“          |
| 2007    | Chirurgové           | Jillian Miller                   | díl: „Great Expectations“        |
| 2007–08 | Reaper               | Cady Hansen                      | 4 díly                           |
| 2007    | October Road         | Taylor                           | díl: „Once Around the Block“     |
| 2008–13 | 90210: Nová generace | Erin Silver                      | hlavní role, 114 dílů            |
| 2008    | Pravá krev           | Kelly                            | díl: „Strange Love“              |
| 2011    | Marcy                | Jessica                          | díl: „Marcy Does a Pool Party“   |
| 2011–13 | Griffinovi           | Denise (hlas) Hlas z davu (hlas) | 2 díly                           |
| 2014–15 | Stoupenci zla        | Max Hardy                        | hlavní role, 28 dílů             |
| 2016-   | Iron Fist            | Joy Meachum                      | hlavní role                      |